# Art Annex
L'Art Annex est un bâtiment universitaire américain à Albuquerque, au Nouveau-Mexique. Situé sur le campus principal de l'université du Nouveau-Mexique, il a été construit en 1926 dans le style Pueblo Revival. Il est inscrit au New Mexico State Register of Cultural Properties depuis le 31 octobre 1975 ainsi qu'au Registre national des lieux historiques depuis le 22 septembre 1988.